# Metathrinca ancistrias
Metathrinca ancistrias är en fjärilsart som beskrevs av Edward Meyrick 1906. Metathrinca ancistrias ingår i släktet Metathrinca och familjen plattmalar. Inga underarter finns listade i Catalogue of Life.